# Toyota Sports 800
Toyota Sports 800 (яп. トヨタ・スポーツ800) — перший серійний спортивний автомобіль виробництва Toyota. Прототипом для Sports 800 стала модель Toyota Publica Sports, представлена на Токійському автосалоні 1962 року народження, з 28-сильним мотором від Toyota Publica 700, і увійшла в японський ринок економічних автомобілів. Toyota Sports 800 ласкаво називають «Yota-Hachi» (яп. ヨタハチ), коротким японським позначенням від «Toyota 8».

## Історія

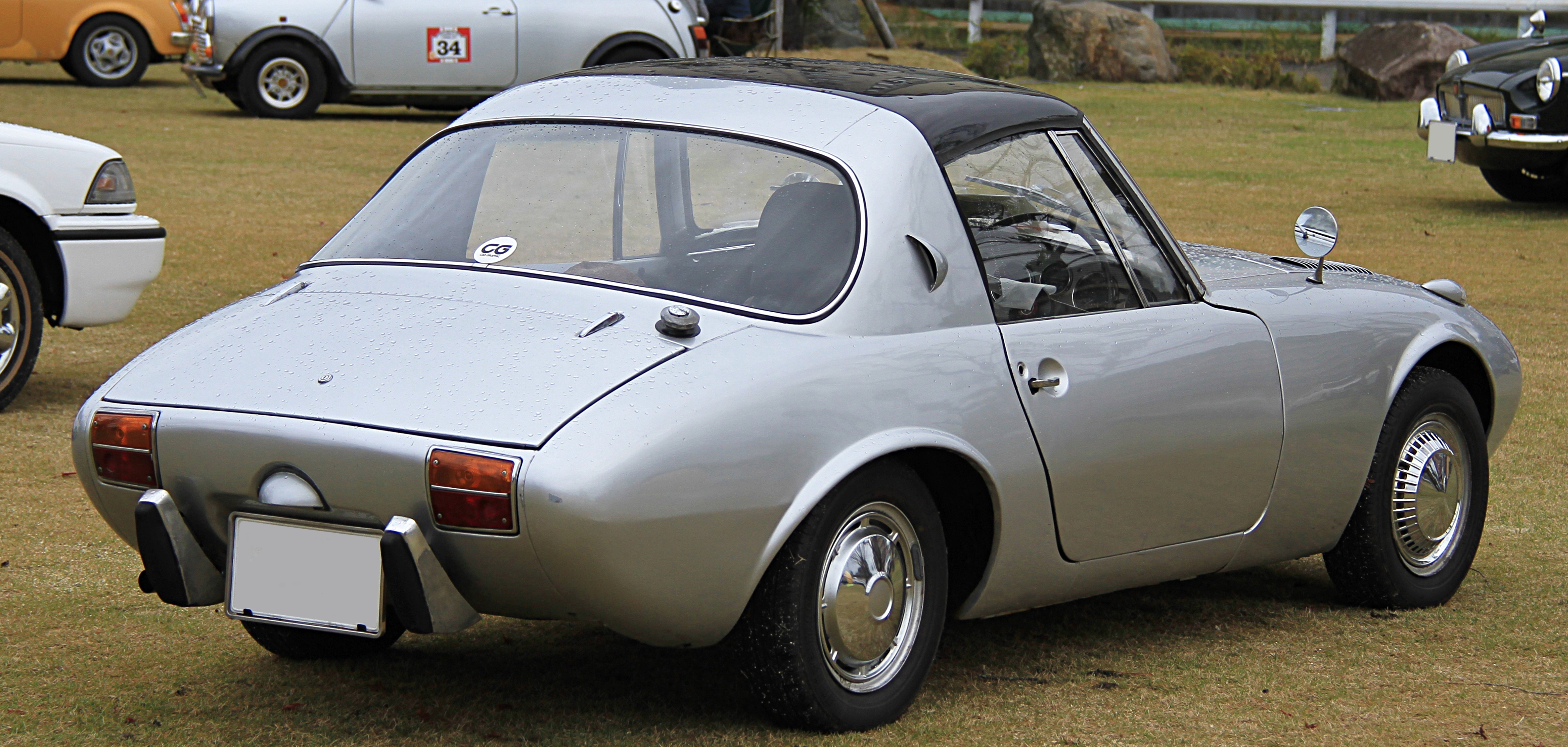
Toyota Sports 800

У 1965 році автомобіль пішов в реальне виробництво, з кодом шасі UP15, збільшеним двигуном об'ємом від 700 до 800 см3, а також двох-камерним карбюратором, що збільшило потужність з 28 до 45 к.с. Цього двигуна було досить, щоб розганяти автомобіль по місту до 70 км/год, а на гоночному треку до 160 км/год. Виробництво почалося після появи першого автомобіля Honda, названого Honda S500, автомобілі увійшли в сегменті ринку, який вже був представлений такими автомобілями, як Datsun Fairlady і Daihatsu Compagno.
Аеродинамічним дизайном автомобіля займався інженер Тацуо Хасегава. Хасегава був авіаконструктором за часів Другої світової війни і в результаті вийшов спортивний легкий і маневрений автомобіль. Sports 800 був одним з перших серійних автомобілів з дахом типу тарга. Алюмінієвий дах тарга можна було зберігати в багажнику, якщо він не використовувалася.
Між 1965 і 1969 роками близько 3 131 одиниць було побудовано субпідрядником Toyota - Kanto Auto Works. Всього близько 10% від загального числа автомобілів залишилося до сьогоднішнього дня, більшість з яких знаходяться в Японії.
Переважна більшість з 3 131 автомобілів були з правим кермом, проте, близько 300 були ліворульними моделями, побудовані, в першу чергу, для ринку Окінави (Окінава, після американської окупації, пересувалася по «іншій стороні», на відміну від решти Японії). У «тест-драйвах» Toyota в США використовувалося дуже обмежена кількість ліворульних автомобілів, але Toyota ухвалили рішення не імпортувати або продавати автомобілі на ринку США.
Є тонкі відмінності в дизайні різних років. Помітні відмінності включають перехід від несинхронізованої до синхронізованої коробці передач в 1967 році, зміни решітки і бамперів в 1968 році, габаритних вогнів в 1969 році. Основний дизайн кузова, проте, залишався незмінним.
Силовим агрегатом залишався 790-кубовий горизонтально-опозитний двоциліндровий двигун з повітряним охолодженням. 0,8-літровий двигун 2U (45 к.с. при 5400 об/хв) випускався з 1965 по 1969 роки, в той час як аналогічний 2U-B випускався з 1966 по 1976 роки (в 1975 році інструкція до автобусу Dyna Coaster Bus говорила, що Toyota використовувала 2U-B в якості окремого допоміжного двигуна для приводу кондиціонера). У менш доопрацьованій формі, 2U також використовувався на Publica (UP20/UP26) і MiniAce (UP100).
Вага залишався малим за рахунок застосування алюмінію на деяких кузовних панелях і тонкої сталі на корпусі кузова. Протягом перших декількох років виробництва, навіть каркаси були виконані з алюмінію.
Toyota одного разу випустила прототип Sports 800 Gas Turbine Hybrid, який був представлений на автосалоні в Токіо в 1979 році.